# 998 Bodea
998 Bodea eller 1923 NU är en asteroid i huvudbältet, som upptäcktes den 6 augusti 1923 av den tyske astronomen Karl Wilhelm Reinmuth i Heidelberg. Den är uppkallade efter den tyske astronomen Johann Elert Bode.
Asteroiden har en diameter på ungefär 27 kilometer.